# The True Story of the Lyons Mail
The True Story of the Lyons Mail è un cortometraggio muto del 1915 diretto da George Pearson.

## Trama
Un milionario viene scambiato per un suo sosia, un fuorilegge omicida.

## Produzione
Il film fu prodotto dalla G.B. Samuelson Productions.

## Distribuzione
Distribuito dalla Moss, il film - un cortometraggio in due bobine - uscì nelle sale cinematografiche britanniche nell'aprile 1915.